# Michele Casagrande
Michele Casagrande (ur. 4 października 1984) – włoski kolarz górski i przełajowy, złoty medalista mistrzostw Europy MTB.

## Kariera
Największy sukces w karierze Michele Casagrande osiągnął w 2012 roku, kiedy wspólnie z Gioele Bertolinim, Evą Lechner i Lucą Braidotem zdobył złoty medal w sztafecie podczas mistrzostw Europy w kolarstwie górskim w Moskwie. Na tych samych mistrzostwach indywidualnie zajął 26. miejsce w cross-country. Parokrotnie startował na mistrzostwach świata, ale zajmował odległe pozycje. Startuje także w wyścigach przełajowych, jednak bez większych sukcesów.